# The Philippine Star
The Philippine Star è un quotidiano filippino nato a Manila nel 1986, alcuni mesi dopo la rivoluzione del Rosario.

## Storia
I giornalisti Max Soliven, Betty Go-Belmonte e Art Borjal fondarono il The Philippine Star il 28 luglio 1986, pochi mesi dopo la rivoluzione del Rosario che portò alla cacciata del Presidente Ferdinand Marcos e alla sua sostituzione con Corazon Aquino.
Il trio, assieme ai colleghi Eugenia Apostol, Louie Beltran e Florangel Braid, aveva precedentemente creato il Philippine Daily Inquirer. Dissidi interni causarono una spaccatura tra i fondatori, il che portò la Belmonte, Soliven e Borjal a lasciare il gruppo per inaugurare invece lo Star.